# Twilight Frontier
Twilight Frontier (яп. 黄昏フロンティア Тасогарэ Фуронтиа, Tasogare Frontier, сокращённо Tasofro) — японская компания, разработчик компьютерных игр.

## Продукция
- «Eternal Fighter Zero» — 2D-файтинг, основанный на «One: Kagayaku Kisetsu e», «Moon.», «Kanon» и «Air»[1][2]. Последующие издания включают:
  - Eternal Fighter Zero -RENEWAL-
  - Eternal Fighter Zero: Blue Sky Edition
  - Eternal Fighter Zero: Bad Moon Edition
  - Eternal Fighter Zero -Memorial-
- «Touhou Suimusou ~ Immaterial and Missing Power» — 2D-файтинг, созданный совместно с компанией Team Shanghai Alice и являющийся частью серии игр Touhou Project[3][4].
  - Gensōkyoku Bassui (幻想曲抜萃) — саундтрек к игре.
- «MarisaLa» (スーパーマリサランド, «Super Marisa Land») — платформер, объединяющий геймплей «Super Mario Land» и персонажей Touhou[5].
- «MegaMari» (メガマリ -魔理沙の野望-) — игра-action на основе Touhou и «Mega Man»[6]. Выпущена в мае 2006 года.
- «Higurashi Daybreak» — 3D-шутер от третьего лица, основанный на «Higurashi no Naku Koro ni», создан совместно с 07th Expansion.
  - Higurashi Daybreak Kai — дополнение к Higurashi Daybreak, выпущенное 22 апреля 2007 года.
  - Higurashi Daybreak Original Soundtrack — саундтрек к игре. Выпущен 22 апреля 2007 года.
- «Defend the library!» (ぱちゅコン！, «Patchucon!») — стратегия в реальном времени, основанная на серии Touhou, выпущена 31 декабря 2007 года[7].
- «Touhou Hisouten ~ Scarlet Weather Rhapsody» (東方緋想天 ～ Scarlet Weather Rhapsody) — 2D-файтинг, созданный совместно с компанией Team Shanghai Alice и являющийся частью серии игр Touhou Project[8]. Игра вышла 25 мая 2008 года.
  - «Zenjinrui no Tenrakuroku» (全人類ノ天楽録) — саундтрек к игре.
- «Touhou Hisoutensoku ~ Choudokyuu Ginyoru no Nazo wo Oe» (東方非想天則　～　超弩級ギニョルの謎を追え) — дополнение к Scarlet Weather Rhapsody, созданное совместно с компанией Team Shanghai Alice[9]. Игра вышла 15 августа 2009 года.
- «New Super Marisa Land» (魔理沙と６つのキノコ, «Marisa and the Six Mushrooms») — более утонченный преемник Marsala, выпущенный в 2010 году[10].
- «Natsu no Kagerō» (なつのかげろう) — 3D игра, сделанная совместно с Ryukishi07 из 07th Expansion.
- «Grief Syndrome» — игра по аниме Mahou Shoujo Madoka Magica. Игра была представлена на восьмидесятом Комикете в 2011 году.
- «Satori Komeiji's Mental Education» (яп. 古明地さとりの情操教育) — головоломка во вселенной Touhou, выпущенная на Comiket 82.
- «Touhou Shinkirou ~ Hopeless Masquerade» (яп. 東方心綺楼 ～ Hopeless Masquerade)" — 2D-файтинг, созданный совместно с Team Shanghai Alice и являющийся 13.5 частью серии игр Touhou Project.
- «Shoot Shoot Nitori (яп. 収集荷取 Shoot Shoot にとり)
- «Touhou  Shinpiroku ~ Urban Legend in Limbo» (яп. 東方深秘録　～ Urban Legend in Limbo) — 2D-файтинг, созданный совместно с Team Shanghai Alice и являющийся 14.5 частью серии игр Touhou Project[11].

## Состав
- 海原いるか (Umihara Iruka) — General Producer/Character Graphics/System Graphics/Script/Sound Effects
- ののたろう (Nono Tarō) — Chief Programmer
- KuMa — Assistant Programmer
- alphes — Character Graphics
- スペクター (Specter) — Character Graphics
- 長谷川イワシ (Hasegawa Iwashi) — Character Graphics/Background Graphics
- GOME — Character Graphics
- JUN — Sound Effects
- NKZ — Music